# Trude Lieske
Trude Lieske, gebürtig Gertrud Erna Klara Lieske (* 15. Januar 1899 in Berlin; † 16. September 1993 in Bad Ischl, Österreich), war eine deutsche Sängerin (Soubrette) und Schauspielerin.

## Leben
Lieskes Eltern stammten aus Schlesien. Nach Beendigung der Schule arbeitete sie zuerst als Bürokauffrau, entschloss sich aber 1915, Opernsängerin zu werden.
Ab 1919 trat sie auf den folgenden Bühnen auf: 1919–20 Theater am Sophienplatz Kiel, 1920–21 Mellini-Theater Hannover, 1921–22 Zentraltheater Magdeburg, 1923 Lessingtheater Berlin in der Operette Liebesstreik von Vörös Miska und Richard Wilde (mit Grete Sedlitz und Karl Wallauer), 1924–25 Neues Theater am Zoo Berlin, 1925–27 Nelson-Theater, 1927–28 Nelson-Revue Berlin im Revue Die Lichter von Berlin, 1928–31 Großes Schauspielhaus, 1929–30 auch Berliner Theater.

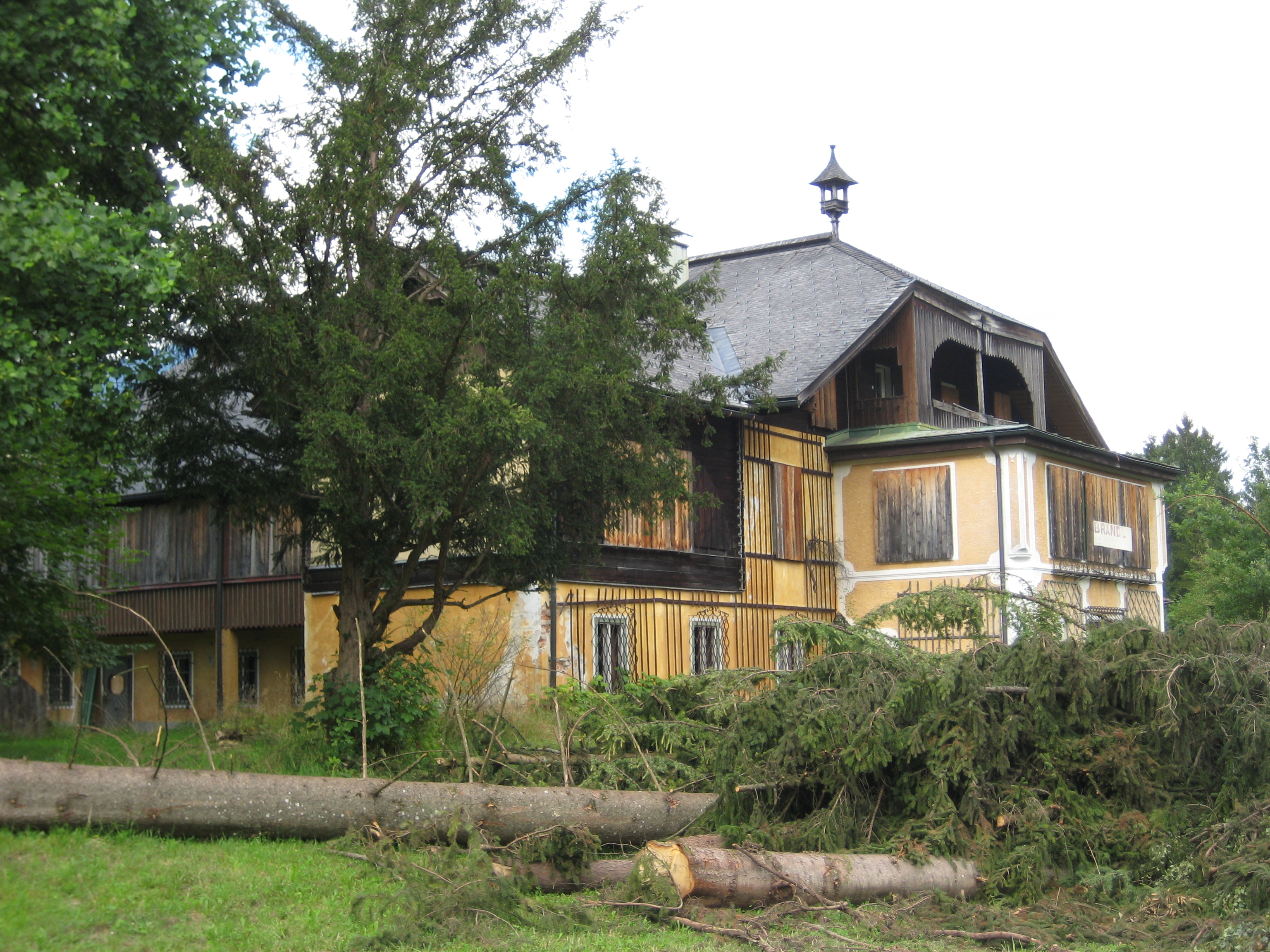
Haidenhof, heutige Ansicht

1929 sang sie im Großen Schauspielhaus in der Operette Der liebe Augustin. Zusammen mit Max Hansen sang sie am selben Ort in den Uraufführungen von Ralph Benatzkys Operetten Casanova (1928), Die drei Musketiere (1929) und Im weißen Rößl (1930). Alle vier Produktionen waren unter der Gesamtregie von Erik Charell.
Ab 1928 spielte Trude Lieske in einigen Stummfilmen und ab 1930 in den ersten Tonfilmen, wo sie auch sang.

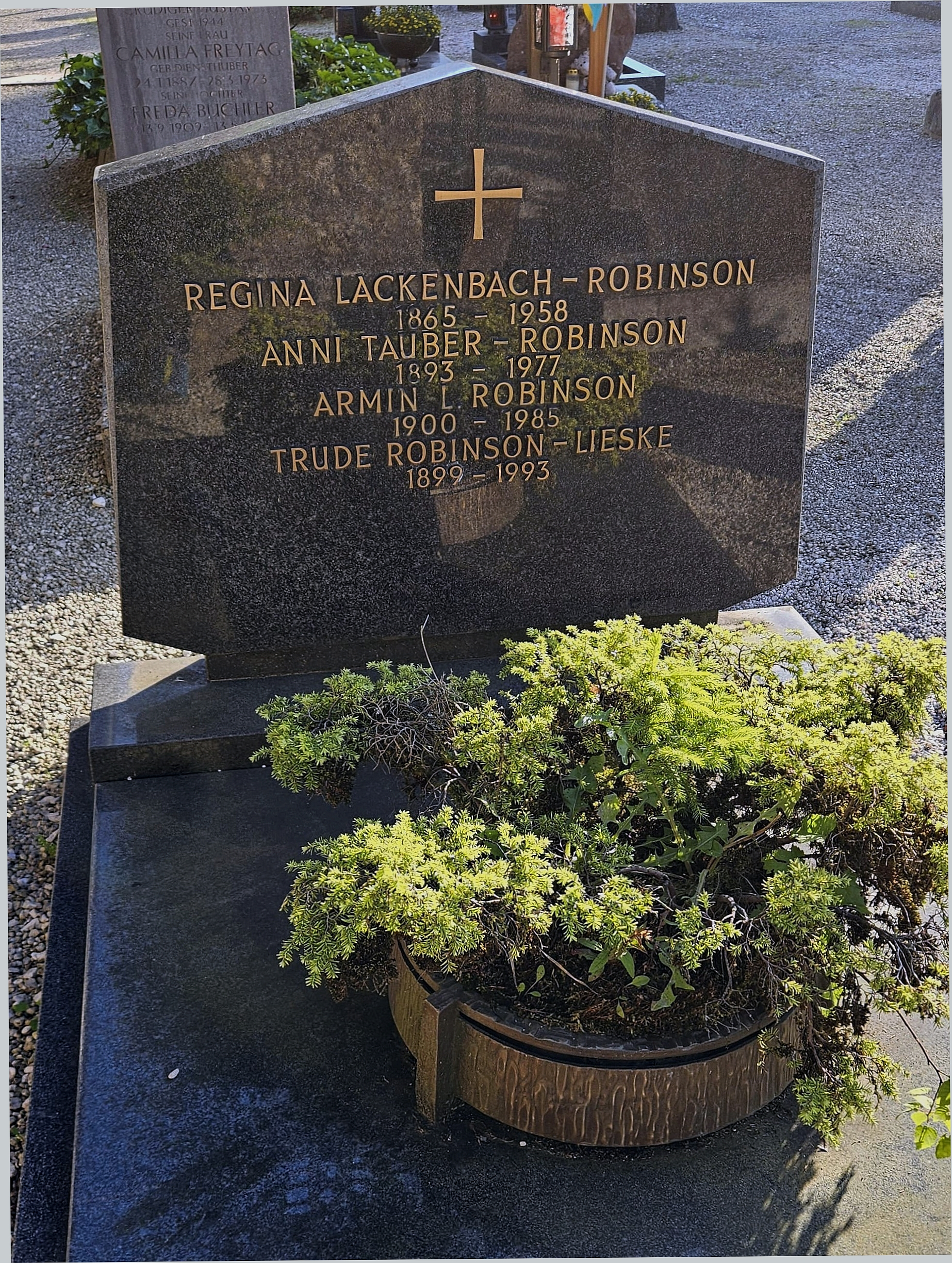
Grabstein auf dem Friedhof Bad Ischl

Im Januar 1929 heiratete sie den aus Österreich stammenden Librettisten und Musikverleger Armin Lackenbach (Armin L. Robinson) (1900–1985), mit dem sie 1941 über Barcelona und die Schweiz in die USA ausreiste. Hier beendete sie ihre schauspielerische Karriere und widmete sich ihrem Privatleben.
1949 kam das Paar nach Europa zurück und lebte zuerst im schweizerischen Tessin und ab 1957 im Haidenhof bei Bad Ischl im Salzkammergut. Dort starb Armin Robinson im Jahr 1985, Trude Robinson-Lieske folgte ihm acht Jahre später. Beide sind auf dem Friedhof Bad Ischl begraben.

## Filmografie
- 1929: Asphalt
- 1929: Liebfraumilch
- 1930: Zwei Krawatten
- 1930: Terra-Melophon-Magazin Nr. 1
- 1930: Komm zu mir zum Rendezvous
- 1930: Der Herr auf Bestellung
- 1932: Ich bei Tag und Du bei Nacht